# Wiktor Głuski
Wiktor Głuski (ur. 2 maja 1914 lub 1917 w Mociewiczach, zm. 8 czerwca 1992 w Gdańsku) – żołnierz Armii Czerwonej i Wojska Polskiego, major aparatu bezpieczeństwa i Milicji Obywatelskiej, zdegradowany do stopnia sierżanta.

## Życiorys
Przed wojną był urzędnikiem. Od maja 1941 służył w Armii Czerwonej, w lipcu 1943 wstąpił do 1 DP im. T. Kościuszki, w której był sierżantem. W 1944 odbył szkolenie w szkole NKWD w Kujbyszewie. 21 sierpnia 1944 został funkcjonariuszem aparatu bezpieczeństwa. Początkowo był funkcjonariuszem Wydziału Kontrwywiadu Wojewódzkiego Urzędu Bezpieczeństwa Publicznego w Lublinie, a 12 stycznia 1945 został mianowany kierownikiem Grupy Operacyjnej UB na powiat Olkusz. Od 1 lutego 1945 kierownik PUBP w Olkuszu, od 1 maja 1945 kierownik PUBP w Sandomierzu, od 1 października 1947 szef Powiatowego Urzędu Bezpieczeństwa Publicznego w Busku-Zdroju, od 1 września 1948 szef PUBP w Ostrowcu Świętokrzyskim, od 1 grudnia 1950 naczelnik Wydziału IV WUBP w Kielcach, od 1 listopada 1953 inspektor ds. szkolenia zawodowego. Od września 1954 był słuchaczem w Dwuletniej Szkole Partyjnej przy KC PZPR i przeszedł do pracy w aparacie partyjnym. Zwolniony ze służby w aparacie bezpieczeństwa 30 sierpnia 1956. 15 marca 1957 został przyjęty do MO i mianowany miejskim komendantem MO w Ostrowcu Świętokrzyskim, jednak rozkazem z 5 sierpnia 1958 został zdegradowany do stopnia sierżanta za „nadużycie stanowiska służbowego”.
Uchwałą Prezydium KRN z 17 września 1946 został odznaczony Krzyżem Kawalerskim Orderu Odrodzenia Polski.
Pochowany na Cmentarzu Łostowickim w Gdańsku.